# Anouk Eman
Anouk Stephanie Helen Eman (Oranjestad, 4 april 1992) is een Arubaans model en schoonheidskoningin, winnaar van de Miss Aruba 2024-wedstrijd. Zij zal Aruba vertegenwoordigen op Miss Universe 2024.

## Biografie
Eman is geboren in Oranjestad. Ze studeerde af aan de Lindenwood Universiteit met een bachelordiploma in psychologie en een masterdiploma in vroege interventie bij autisme.
Eman begon haar carrière in schoonheidswedstrijden op 4 juli 2017, toen ze de titel Miss World Aruba 2017 won en Aruba vertegenwoordigde bij Miss World 2017 in Sanya, China, waar ze niet in de Top 40 eindigde. Eman vertegenwoordigde Aruba ook bij Miss International 2018 in Tokio, Japan, waar ze niet in de Top 15 eindigde.
Op 10 augustus 2024 won Eman de titel van Miss Universe Aruba 2024-verkiezing en werd de opvolger van Karol Croes. Ze zal Aruba vertegenwoordigen bij Miss Universe 2024 in Mexico.